# Василиск
Флавије Василиск је био узурпатор на византијском трону током 475. и 476. године. Био је конзул 465, и вођа неуспешног похода против Гејсериха. Био је брат Верине, жене Лава I.
Василиск је успео да збаци византијског цара Зенона са трона. Завладавши сам, Василиск се рђаво показао, тако да, када се Зенона вратио и опсео Цариград, Сенат и народ Константинопоља су отворили врата града легитимном цару који се поново успео на свој трон. Василиск је покушао да нађе уточиште у цркви. Предао се тек када је добио обећање од Зенона да овај неће пролити њихову крв. Испунивши на известан начин обећање, Зенон их је затворио у испражњену цистерну где су умрли од жеђи.